# Фёрхаус
Фёрхаус (англ. Firhouse; ирл. Teach na Giúise) — пригород в Ирландии, находится в графстве Южный Дублин (провинция Ленстер).
Фёрхаус расположен на восточном берегу реки Доддер у подножия гор Дублин . Он граничит с такими пригородами как Ноклайн и Темплоуг, а также с административным центром Талла, и расположен западнее трассы M50. Ещё в XIII веке в районе Фёрхауса была построена запруда, для снабжения Дублина питьевой водой. Одно время в районе было расположено до 45 водяных мельниц.